# Aulonothroscus hiekei
Aulonothroscus hiekei là một loài bọ cánh cứng trong họ Throscidae. Loài này được Cobos miêu tả khoa học năm 1975.